# محمد عوفی
نورالدین محمد عوفی بخاری مشهور به محمد بن محمد عوفی بخاری و سدیدالدین محمد عوفی؛ ملقب به سدیدالدین یا نورالدین تاریخ‌نگار، زندگی‌نامه‌نویس، مترجم و ادیب ایرانی‌ اواخر سدهٔ ششم و اوایل سدهٔ هفتم هجری بود. محمد عوفی در نگارشِ گلچین قطعات ادبی چیره‌دست بود.

## زندگی
وی در بخارا تحصیل کرد و سپس به فرارود، خراسان و سیستان سفر کرد. او تا اواخر حکومت علاءالدین محمد خوارزمشاه در خراسان به سر می‌برد، و ضمن دیدار و گفت‌وگو با بزرگان و مشاهیر، به گردآوری اطلاعات تاریخی دست پیدا می‌کرد که در کتاب‌هایش ثبت شده‌ است. در هنگام هجوم مغول به هندوستان مهاجرت کرد و روزگار را در دستگاه مملوک‌های سلسله غوریان در ایالت سند گذارند. از اواخر عمرش و چگونگی و تاریخ مرگش همچون اوایل زندگی و زادروزش آگاهی در دست نیست.